# Johann Paul Kremer
Johann Paul Kremer (Stellberg, 26 dicembre 1883 – Münster, 8 gennaio 1965) è stato un militare e criminale di guerra tedesco, professore di anatomia e genetica umana all'Università di Münster, iscritto alla Wehrmacht il 20 maggio 1941 e Obersturmführer delle SS nel campo di concentramento di Auschwitz dal 30 agosto al 18 novembre 1942.

## Biografia
Kremer nacque a Stellberg nel 1883, laureato in medicina nel 1919 e in filosofia nel 1914, studiò anche scienze naturali e matematica e a Heidelberg, Straßburg e Berlino. Fu assunto "assistente chirurgo" presso la clinica chirurgica dell'Università di Charité, reparto di malattie interne dell'Ospedale Municipale di Berlino-Neukölln, la clinica chirurgica dell'Università di Colonia e procuratore negli Istituti di Anatomia a Bonn e Münster, divenne docente di anatomia nel 1929 e nel 1936 fu promosso professore in commissione e nello stesso tempo fu incaricato di tenere conferenze sulla scienza dell'ereditarietà umana. Scrisse anche due articoli conservati nel suo diario, "Inherited or Acquired? A Noteworthy Contribution to the Problem of Hereditariness of Traumatic Deformations" e "New Elements of Cell and Tissues Investigations".
In seguito all'attuazione su larga scala della Soluzione Finale, Kremer venne inviato come Obersturmführer al campo di concentramento di Auschwitz, entrando a far parte del personale medico SS. Kremer era particolarmente interessato agli effetti della fame sul corpo umano e specialmente sul fegato, ed era il responsabile delle selezioni ad Auschwitz. Spesso eseguiva autopsie per estrarre campioni dal fegato, dalla milza e dal pancreas, e nel suo diario viene menzionata anche l'estrazione di organi e tessuti (che lui chiamava "materiale vivente fresco") da vittime vive, come il 15 ottobre 1942, quando scrive: "Materiale vivente fresco di fegato, milza e pancreas prelevati da un individuo anormale". All'udienza del 30 luglio 1947, Kremer dichiarò che "osservavo attentamente i prigionieri di questo gruppo [da gassare] e ogni volta che uno di loro mi interessava particolarmente a causa del suo stadio avanzato di inedia, ordinai al personale medico di prenotarlo e informarmi quando questo paziente sarebbe stato ucciso per iniezione".
Durante il processo, Kremer descrisse come veniva condotta una gassazione e cosa comportava il suo ruolo di medico. Le gassazioni sono state condotte in cabine situate alla periferia del campo; le vittime venivano trasportate dalla ferrovia, e dopo essere arrivati, i prigionieri "furono prima portati in caserma dove le vittime si spogliarono e poi si diressero nudi nelle camere a gas. Molto spesso non accaddero incidenti, perché gli uomini delle SS tenevano la gente tranquilla, sostenendo che erano lì per fare un bagno ed essere spidocchiati. Dopo aver guidato tutti nella camera a gas, la porta veniva chiusa e un uomo delle SS con una maschera antigas gettava il contenuto di una lattina di Zyklon B attraverso un'apertura nella parete laterale". Il ruolo di Kremer era quello di sedersi su un furgone insieme a un medico pronto ad aiutare tutti gli ufficiali che avrebbero potuto soccombere al gas.
Nel suo diario, Kremer afferma di essere stato presente a varie esecuzioni e pestaggi, ad esempio esecuzioni mediante pistola, iniezione di fenolo o un metodo non specificato. I medici dovevano esaminare la vittima prima della punizione e rimanere durante l'esecuzione della vittima; tuttavia, i medici raramente, se non mai, esaminavano le vittime e non obiettavano apertamente alle punizioni.
Kremer fu, in seguito, processato durante il Processo di Auschwitz alla seduta del Tribunale Nazionale della Corte Suprema a Cracovia dal novembre al dicembre 1947 e condannato a morte, pena trasformata poi in ergastolo. Secondo quanto scritto nel suo diario e delle sue confessioni, Kremer partecipò a quattordici gassazioni così come ad esecuzioni pubbliche e azioni speciali. Durante la sua testimonianza, descrisse il processo con cui selezionò le sue vittime, per ottenere le informazioni necessarie per la sua ricerca, e affermò che "dopo che mi avevano dato queste informazioni un medico veniva e uccideva il paziente con una iniezione in una zona del cuore. Per mia conoscenza tutti questi pazienti sono stati uccisi con iniezioni di fenolo. Il paziente è morto immediatamente dopo essere stato sottoposto a tale iniezione. Non ho mai effettuato iniezioni fatali".